# بتل هایتس (آرکانزاس)
بتل هایتس (آرکانزاس) (به انگلیسی: Bethel Heights, Arkansas) یک شهر در ایالات متحده آمریکا با جمعیت ۲٬۳۷۲ نفر است که در آرکانزاس واقع شده‌است.

## موقعیت جغرافیایی
موقعیت جغرافیایی شهرها و مناطق اطراف به شرح زیر است: